# Silwinit
Silwinit (russisch Сильвинит) war ein russisches Unternehmen mit Firmensitz in Solikamsk in der Region Perm. Silwinit war im Aktienindex RTS gelistet. Es baute in Russland vorwiegend Kalisalz ab, aus dem unter anderem Kunstdünger gewonnen wird. Das Unternehmen war nach dem wichtigsten Kalisalz der Lagerstätten um Solikamsk und Beresniki, dem Sylvinit, benannt.

## Firmengeschichte
Silwinit ging auf das sowjetische Bergbaukombinat Sojuskali zurück, aus dem es 1992 gleichzeitig mit Uralkali privatisiert wurde. Im Jahre 2011 wurde Silwinit von Uralkali übernommen.